# Gonzalo Yuseff Quirós
Gonzalo Yuseff Quirós, (Viña del Mar, 2 de octubre de 1970) es un abogado y político chileno, exmilitante de Renovación Nacional, exconcejal de Valparaíso y exdirector de la Agencia Nacional de Inteligencia (ANI). 

## Primeros años de vida
Es hijo del exdiputado Gonzalo Yuseff Sotomayor y de Sara Beatriz Quirós Müller. Sus estudios secundarios los realizó en The Mackay School de Viña del Mar.
Cursó sus estudios de derecho en la Universidad de Valparaíso, titulándose el 29 de septiembre de 1997. Durante su paso por la universidad participó en la Juventud Renovación Nacional, donde conoció a Rodrigo Hinzpeter, quien posteriormente se convertiría en ministro de Estado.
Yuseff también es Magíster en Lógicas y Filosofías de las Ciencias, de la misma casa de estudios.

## Vida política y pública
Yuseff fue elegido concejal por la ciudad de Valparaíso (1992-1996), convirtiéndose por cuatro años en el concejal más joven del país, con tan solo 21 años.
En el año 2000 trabajó en el estudio jurídico “Yuseff, Reyes, López y Cía.” dedicándose principalmente en el área aduanera.
Más tarde se desempeñó, a partir de mediados de 2004 y luego de renunciar a Renovación Nacional, como fiscal de Viña del Mar, periodo durante el cual se hizo conocido por dirigir el caso contra el llamado "violador de Reñaca" en 2005, uno de los mayores violadores seriales de la historia criminal chilena.
Luego, Yuseff cumpliría funciones de fiscal adjunto en Quillota, hasta el 11 de marzo de 2010, fecha en que fue nombrado como director nacional de la Agencia Nacional de Inteligencia (ANI), por el presidente de la República Sebastián Piñera. En dicha calidad, fue querellante en el afamado "Caso Bombas", caso en que los imputados fueron absueltos de los cargos. Tras varios cuestionamientos, presentó su renuncia a la ANI el 6 de marzo de 2014. Presentó su candidatura para la elección de consejeros constitucionales de 2023 por la región de Valparaíso, como independiente en la lista de Evópoli.

## Historia electoral

### Elecciones municipales de 1992
- Elecciones municipales de 1992, Valparaíso [9]

| Candidato                    | Pacto | Partido | Votos  | %     | Resultado |
| ---------------------------- | ----- | ------- | ------ | ----- | --------- |
| Hernán Pinto Miranda         |       | DC      | 58.617 | 39,87 | Alcalde   |
| Alejandro Navarrete Pinochet |       | UDI     | 17.152 | 11,67 | Concejal  |
| Alberto Neumann Lagos        |       | PC      | 6.685  | 4,55  |           |
| Gonzalo Yuseff Quirós        |       | RN      | 6.684  | 4,55  | Concejal  |
| Jorge Castro Muñoz           |       | UDI     | 5.563  | 3,78  | Concejal  |